# لويس ريارد
لويس ريارد (بالفرنسية: Louis Réard)‏(10 أكتوبر 1896 – 16 سبتمبر 1984) ، هو مهندس سيارات ومصمم أزياء فرنسي، قدم البيكيني الحديث المكون من قطعتين في يوليو 1946. افتتح متجرًا للبيكيني وأداره لمدة 40 عامًا تالية.

## اختراع البكيني
تنافس مع صديقه جاكس هيم لصناعة اصغر لباس سباحة في العالم فصنع هيم لباس سباحة اسماه «الذرة» ونشرة في السوق باسم: «اصغر لبس سباحة في العالم» 
وفي عام 1946 صنع ريتارد لباس سباحة مكون من حاملات ثدي ومثلثين مقلوبين مربوطين بحبل فكان اصغر من الذرة ومساحته اقل من 30 انش وسماه «اصغر من اصغر لبس سباحة في العالم» ولكنه سماه «بكيني» نسبة إلى جزر بكيني التي فجرت فيها الولايات المتحدة قنبلة ذرية ولكنه صدم بأن النساء نزعو لباسهن وارتدو البكيني لكي يسمرن أكثر.